# 1999년 인도네시아 대통령 선거
1999년 10월 20일 인도네시아에서 대통령 선거가 치러졌다. 1998년 독재자 수하르토의 하야 이후 치러진 첫 대통령 선거이자, 인도네시아 역사상 마지막 간선제 형식의 대선이기도 하다. 또한 여당인 노동당이 후보 선출을 두고 혼란을 빚다 결국 선출하지 못해, 여당 후보가 없는 대선이 되었다.
투표 결과, 국민계몽당의 압둘 라흐만 와히드가 373표를 얻어 313표를 얻은 민주항쟁당의 메가와티 수카르노푸트리를 꺾고 당선되었다. 선거 후, 메가와티는 결과에 승복했으나, 지지자들이 시위를 벌이는 소동이 일어났다. 이후 메가와티는 와히드의 부통령이 되었다.

## 개요

### 선거 전 상황
1967년 대통령직을 이양받은 수하르토는 장기 집권 과정에서 인권 유린, 고문 등으로 수많은 비판을 받았으며, 1998년 대선에서 연임한 직후 전국적인 반정부 시위에 부딪히게 된다. 시위가 계속되던 중 대통령직을 사퇴했고, 이어 바하루딘 유숩 하비비 부통령이 대통령직을 승계했다. 하비비는 국민들에게 민주화를 약속했으나, 독재자의 후계자, 또 계속되는 반민주적 행태로 수많은 비난을 받았으며, 이 와중에 여당 노동당의 부통령 후보였던 위란토가 하비비 지지를 철회하는 결과를 가져왔다. 대신 노동당은 악바르 탄중을 후보로 내세웠으나, 그마저 사퇴하면서 여당의 대선 여부는 불투명해졌다.

### 선거
(해당 부분은 1999년을 기준으로 한 것이며, 현재는 개정되었음)
대통령은 국민협의회(MPR)에서 선출되며, 투표자의 단순 과반수를 얻은 후보가 당선된다.

## 후보

### 후보 선출

#### 민주항쟁당
민주항쟁당은 1999년 6월 7일 총선에서 33.76%의 득표율로 1위를 기록했으며, 수카르노 전 대통령의 딸인 메가와티 수카르노푸트리를 대통령 후보로 선출했다.

#### 노동당(골카르)
수하르토 정권 때부터 여당이었던 노동당은 국민의 지지를 잃었으며, 총선을 앞두고 지지를 확보하기 위해 음식 등을 돌려 지지를 얻으려 했으나 결국 민주항쟁당에 밀려 2위로 떨어졌다. 당초 바하루딘 유숩 하비비 대통령의 재선 출마가 예상되었으나, 재직 중 실정으로 인해 부통령 후보인 위란토가 지지를 철회하는 일이 일어났으며, 이에 악바르 탄중을 후보로 선출했다.

#### 국민계몽당
이슬람 정당인 국민계몽당은 총선에서 12.62%를 득표해 3위를 기록했다. 1999년 8월 8일 압둘 라흐만 와히드 총재가 출마를 선언했다.

### 후보 사퇴
노동당 악바르 탄중 후보는 선거 전 사퇴했으며, 와히드 측에 합류하기로 결정했다.

## 개표
10시 20분 아미엔 라이스 국민협의회 의장이 개회를 선언했고, 이어 두 후보의 지명 수락을 발표한 뒤 선거가 시작되었다. 후보 이름이 적힌 개표상황판에 하나하나 기록하는 방식으로 개표되었다. 초반에는 메가와티가 앞섰으나 후반에서 와히드가 앞서, 결국 와히드가 최종 당선되었다.

## 선거 결과
| 득표순위 | 이름                    | 정당       | 득표수 | 득표율 | 비고           |
| -------- | ----------------------- | ---------- | ------ | ------ | -------------- |
| 1        | 압두라만 와힛           | 국민계몽당 | 373    | 53.98% | 당선           |
| 2        | 메가와티 수카르노푸트리 | 민주항쟁당 | 313    | 45.30% |                |
| 기권     |                         |            | 5      |        |                |
|          |                         |            | 691    | 100%   | 투표율: 99.28% |